# Corona esfèrica

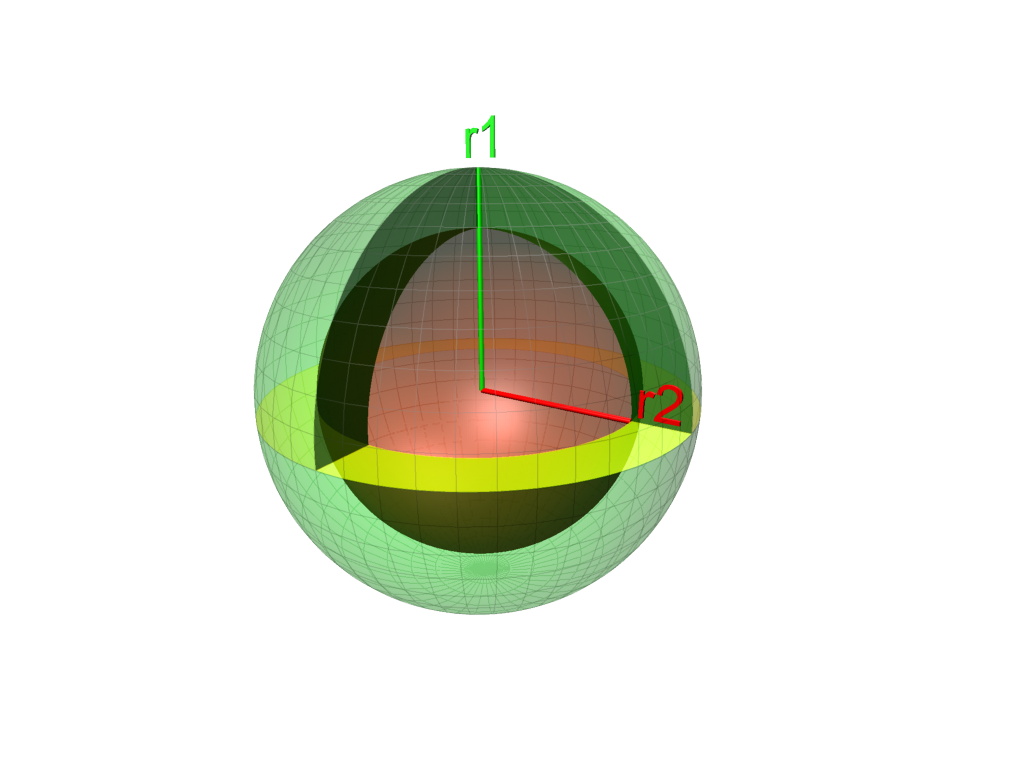
Visualització d'una corona esfèrica.

En geometria, una corona esfèrica és la regió de l'espai compresa entre dues esferes concèntriques de radis diferents.
És l'anàleg tridimensional de la corona circular.
Una corona esfèrica és un sòlid de revolució, la generatriu del qual és mitja corona circular.

## Volum d'una corona esfèrica
El volum d'una corona esfèrica s'obté restant del volum comprès per l'esfera exterior el comprès per l'esfera interior.
Per tant, si els radis respectius són R>r, el volum és 
{\displaystyle {\frac {4}{3}}\pi (R^{3}-r^{3})}.